# Hipódromo de la Zarzuela

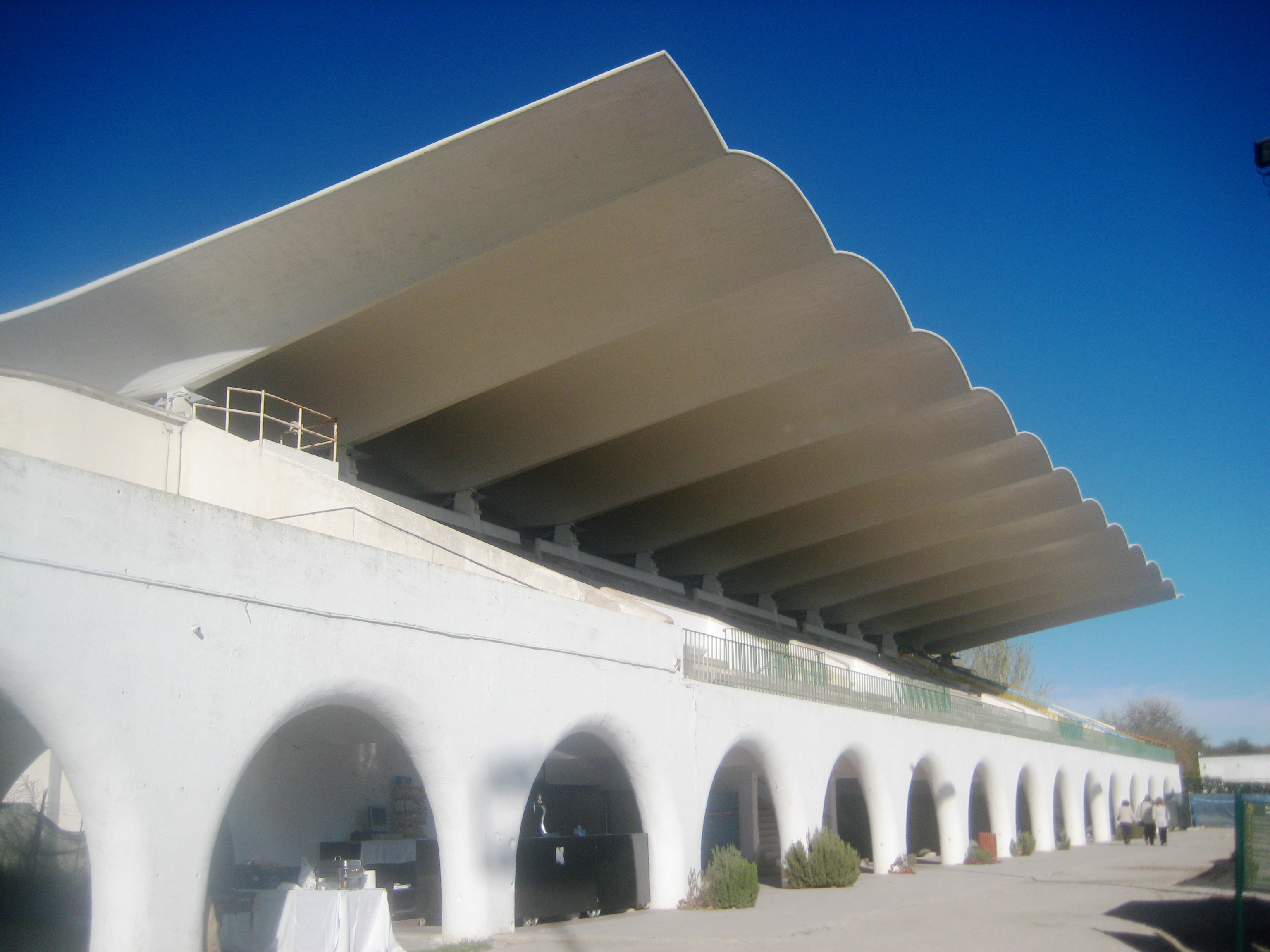

De Hipódromo de la Zarzuela is een baan voor paardenraces in de noordelijke buitenwijken van Madrid. Het circuit is sinds 2009 een Bien de Interés Cultural, wat betekent dat het op de lijst van nationaal erfgoed staat.
Op het circuit, dat in 1935 is gebouwd, werd sinds 1941 de Gran Premio de Madrid gehouden. Het budget voor de bouw bedroeg 3 miljoen peseta's, en de baan verving La Castellana.
- Virtual International Authority File: 4887150518487003650006